# Leucanitis rada
Leucanitis rada là một loài bướm đêm trong họ Noctuidae.